# Episodi di The Lodge (prima stagione)
La prima stagione di The Lodge va in onda in prima visione nel Regno Unito dal 23 settembre 2016.
In Italia andrà in onda dal 4 marzo 2017.
| n° | Titolo originale  | Titolo italiano        | Prima TV Regno Unito | Prima TV Italia |
| -- | ----------------- | ---------------------- | -------------------- | --------------- |
| 1  | The New Girl      | La nuova ragazza       | 23 settembre 2016    | 4 marzo 2017    |
| 2  | Reality Check     | La dura realtà         | 30 settembre 2016    | 4 marzo 2017    |
| 3  | Opportunities     | Opportunità            | 7 ottobre 2016       | 11 marzo 2017   |
| 4  | Double Date       | Doppio appuntamento    | 14 ottobre 2016      | 11 marzo 2017   |
| 5  | #Winning          | Vincere                | 21 ottobre 2016      | 18 marzo 2017   |
| 6  | Best Kept Secrets | Sai tenere un segreto? | 28 ottobre 2016      | 18 marzo 2017   |
| 7  | "Cancelled"       | Lo show è cancellato   | 4 novembre 2016      | 25 marzo 2017   |
| 8  | Wishful Thinking  | Esprimi un desiderio   | 11 novembre 2016     | 25 marzo 2017   |
| 9  | The Truth         | La verità              | 18 novembre 2016     | 1 aprile 2017   |
| 10 | The Choice        | La scelta              | 25 novembre 2016     | 1 aprile 2017   |